# Irene Doukaina Laskarina

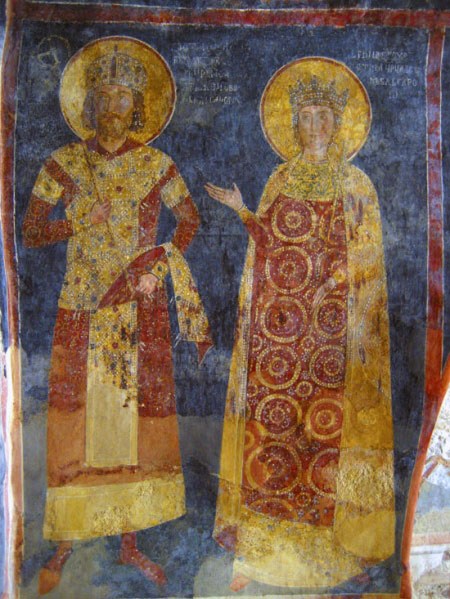
Zeitgenössische Darstellung von Zar Konstantin Tich und Irene Doukaina Laskarina

Irene Doukaina Laskarina († 1268) (bulgarisch Ирина Ласкарина Асенина Irina Laskarina Assenina, griechisch Ειρήνη Δούκαινα Λασκαρίνα) war Kaiserin (Zarin) von Bulgarien (1258–1268). Sie war die zweite Frau von Zar Konstantin Tich Assen.
Sie war die Tochter des byzantinischen Kaisers Theodor II. und Elena Assenina. Sie war Schwester des byzantinischen Kaisers Johannes IV. Ihre Großeltern mütterlicherseits waren Iwan Assen II. und Anna Maria von Ungarn.